# Investigatore offresi
Investigatore offresi (Public Eye) è una serie televisiva britannica in 87 episodi trasmessi per la prima volta nel corso di 7 stagioni dal 1965 al 1975.
È una serie poliziesca incentrata sui casi affrontati dal cinico e serio investigatore privato londinese Frank Marker, un uomo solitario non sposato sulla quarantina.

## Personaggi e interpreti
- Frank Marker (87 episodi, 1965-1975), interpretato da Alfred Burke.
- Detective Ispettore Firbank (14 episodi, 1971-1975), interpretato da Ray Smith.
- Mrs. Mortimer (11 episodi, 1965-1975), interpretata da Pauline Delaney.
- Nell Holdsworth (8 episodi, 1971-1972), interpretato da Brenda Cavendish.
- Ron Gash (6 episodi, 1975), interpretato da Peter Childs.
- Kenrick (5 episodi, 1965-1969), interpretato da Attore.
- Barbara (4 episodi, 1968-1975), interpretata da Marjie Lawrence.
- George (4 episodi, 1971-1975), interpretato da Hubert Rees.
- Gladys Mottram (4 episodi, 1966-1973), interpretata da Barbara Keogh.
- Jim Hull (4 episodi, 1969), interpretato da John Grieve.

## Produzione
La serie, ideata da Roger Marshall e Anthony Marriott, fu prodotta da ABC Weekend Television e Thames Television Le musiche furono composte da Robert Sharples e Robert Earley.

### Registi
Tra i registi sono accreditati:
- Kim Mills in 15 episodi (1965-1975)
- Douglas Camfield in 7 episodi (1971-1975)
- Jonathan Alwyn in 6 episodi (1965-1975)
- Guy Verney in 6 episodi (1965-1969)
- Jim Goddard in 5 episodi (1968-1973)
- Bill Bain in 5 episodi (1971-1975)
- David Wickes in 5 episodi (1971-1975)
- Laurence Bourne in 4 episodi (1965)
- Quentin Lawrence in 4 episodi (1966-1971)
- Dennis Vance in 4 episodi (1968-1972)
- Peter Duguid in 4 episodi (1968-1971)
- Patrick Dromgoole in 3 episodi (1965-1968)
- Piers Haggard in 3 episodi (1966-1971)
- Robert Tronson in 2 episodi (1965-1968)
- Tony Robertson in 2 episodi (1965-1966)
- Basil Coleman in 2 episodi (1966)
- James Gatward in 2 episodi (1971-1972)
- Graham Evans in 2 episodi (1973-1975)

### Sceneggiatori
Tra gli sceneggiatori sono accreditati:
- Roger Marshall in 23 episodi (1965-1975)
- Philip Broadley in 7 episodi (1971-1975)
- Robert Holmes in 6 episodi (1965-1968)
- James Doran in 6 episodi (1971-1975)
- John Kershaw in 5 episodi (1971-1975)
- Martin Worth in 4 episodi (1965-1968)
- Richard Harris in 4 episodi (1971-1975)
- Michael Chapman in 4 episodi (1971-1973)
- Anthony Marriott in 3 episodi (1965-1968)
- Julian Bond in 3 episodi (1966)
- Brian Finch in 3 episodi (1973-1975)
- Terence Frisby in 2 episodi (1965)
- Hugh Leonard in 2 episodi (1966)

## Distribuzione
La serie fu trasmessa nel Regno Unito dal 23 gennaio 1965 al 7 aprile 1975  sulla rete televisiva Independent Television. In Italia è stata trasmessa con il titolo Investigatore offresi.
Alcune delle uscite internazionali sono state:
- nel Regno Unito il 23 gennaio 1965 (Public Eye)
- in Spagna (Detective público)
- in Finlandia (Etsivätoimisto Marker)
- in Italia (Investigatore offresi)

## Episodi
| Stagione         | Episodi | Prima TV Regno Unito | Prima TV Italia |
| ---------------- | ------- | -------------------- | --------------- |
| Prima stagione   | 15      | 1965                 |                 |
| Seconda stagione | 13      | 1966                 |                 |
| Terza stagione   | 13      | 1968                 |                 |
| Quarta stagione  | 7       | 1969                 |                 |
| Quinta stagione  | 13      | 1971                 |                 |
| Sesta stagione   | 13      | 1972-1973            |                 |
| Settima stagione | 13      | 1975                 |                 |